# Harry Aleman
Harry "The Hook" Aleman (19 de enero de 1939-15 de mayo de 2010) fue un mafioso de Chicago, uno de los más temidos ejecutores del Outfit de Chicago durante la década de 1970. Aleman recibió el apodo de "The Hook" (El Gancho) por su carrera de boxeador en el instituto.  También es famoso por ser la única persona en Estados Unidos que ha sido absuelta de un asesinato y luego juzgada y condenada legalmente por asesinato cuando se comprobó que el juicio inicial era corrupto. Esto no se considera un caso de doble incriminación, ya que el juicio inicial se consideró corrupto; el juez de Chicago fue contratado específicamente para absolver a Aleman durante un juicio sin jurado.

## Primeros años
Nacido en la zona de Taylor Street de Chicago, Aleman fue el primero de los tres hijos de Louis Aleman y Mary Virginia Baratta. La legendaria Taylor Street era el puerto de escala para los italoaestadounidenses de Chicago. Aleman era sobrino del futuro jefe de la mafia de Chicago, Joseph Ferriola, y tío de Joseph Aleman [cita requerida]
La madre de Aleman era italiana, y su padre, natural de Durango (México), se dedicaba al tráfico de drogas. En una entrevista de 1997, Aleman dijo que su padre le pegaba todos los días. El único alivio que tuvo Aleman fue de los siete a los once años, cuando Luis estuvo en la cárcel.
En 1956, Aleman se graduó en la Crane Technical High School y se matriculó en la Chicago Academy of Fine Arts para estudiar arte comercial. En 1958, se graduó con un título de dos años en ese campo. Aleman empezó a trabajar vendiendo hojas de programas de carreras y productos del mercado de South Water Street.
En 1964, Aleman se casó con Ruth Felper Mustari, una viuda con cuatro hijos, que murió en el 2000 a los 68 años. Debido a un accidente en su adolescencia, Aleman no pudo tener hijos propios. Sin embargo, según Ruth y sus hijastros, fue un marido y padre cariñoso y amable.

## Comienzos de su carrera criminal
En 1962, Aleman fue acusado de agredir a Howard Pierson, el hijo de 23 años de un comandante de la policía de Chicago. El incidente comenzó cuando Aleman, en un bar con su hermano y amigos, empujó a una mujer a través de un ventanal. Pierson persiguió a Aleman fuera del bar y luego hizo señas a un coche de policía. La policía pronto detuvo a Aleman y comenzó a interrogarlo. Cuando Pierson llegó al lugar, el enfurecido Aleman le dio un puñetazo a Pierson, rompiéndole la mandíbula. Aleman fue condenado, pero sólo recibió dos años de libertad condicional.
Durante la década de los sesenta, Aleman también fue arrestado por actos dolosos, juego ilegal, posesión de herramientas de robo, asalto, asalto agravado, robo de autos, robo a mano armada y secuestro agravado.

## Trabajo como ejecutor
A principios de la década de 1970, Aleman decidió obligar a los corredores de apuestas independientes de Chicago a pagar una extorsión, o "impuesto callejero", a la organización. Si los corredores de apuestas se negaban, Aleman estaba dispuesto a utilizar la fuerza contra ellos.
Según las fuerzas del orden y la Comisión del Crimen de Chicago, Aleman cometió 13 asesinatos en Chicago entre 1971 y 1976. Entre sus presuntas víctimas se encontraban Richard Cain, uno de los principales ayudantes del jefe Sam Giancana, junto con falsificadores, informadores de la mafia, un guardia de seguridad de un museo de Miami que no pagó sus deudas de juego, un antiguo agente de policía y otro ejecutor de la mafia. Aleman sólo fue procesado por un asesinato: el de Logan en 1972. Los agentes del FBI decían que Aleman "rezumaba amenaza" y que su mera presencia solía ser suficiente para imponer la voluntad del Outfit.

### Asesinato de Logan
El 27 de septiembre de 1972, Aleman disparó mortalmente al funcionario de los Teamsters William Logan en su barrio de Chicago. Dos testigos vieron a Aleman cometer el asesinato y los fiscales pensaron que tenían un caso sólido. Según los fiscales, el motivo del asesinato de Logan fue que el sindicalista obstaculizaba el secuestro de camiones por parte de la cuadrilla de Aleman.
Sin embargo, poco antes de que comenzara el juicio de Aleman, el abogado de Chicago Robert Cooley fue contactado por el jefe político local de First Ward, Pat Marcy, y le pidió que se hiciera cargo de la defensa de Aleman. Aunque Cooley sugirió que podría ganar fácilmente una absolución desacreditando a los testigos durante el interrogatorio. Marcy insistió en que el Outfit de Chicago prefería un juicio sin jurado con un juez al que se pudiera sobornar para que absolviera. Marcy advirtió a Cooley que, si aceptaba el trabajo y no cumplía, la organización lo asesinaría. Pensando instantáneamente en un amigo cercano, el juez del Tribunal de Circuito del Condado de Cook Frank J. Wilson, Cooley dijo que conocía a un juez del que nadie sospecharía.
Tras aceptar el caso, Cooley "recogió información que era dinamita total. Me enteré de que el golpe no tenía nada que ver con los sindicatos ni con todas las demás tonterías de la acusación. Era estrictamente personal. Billy Logan, la víctima, había estado casado con la prima de Harry. Tuvieron un amargo divorcio y discutían constantemente por la custodia de su hijo. Logan solía darle grandes palizas. La gota que colmó el vaso llegó después de una de las peleas, cuando ella le dijo: 'Más vale que tengas cuidado, porque a Harry no le va a gustar'. Y Logan respondió: 'Que se joda ese Guinea (término despectivo utilizado contra los italoestadounidenses)'. Probablemente podría haberla golpeado unas cuantas veces más y no hubiera importado. Pero Harry no iba a dejar que un matón irlandés se saliera con la suya llamándole guinea".
Mientras tanto, Cooley se dirigió al juez Wilson y le ofreció 10.000 dólares para que se hiciera cargo del caso y absolviera a Harry Aleman. Wilson aceptó, pero luego pidió más dinero para compensar el riesgo. Como resultado, Aleman fue absuelto en un juicio sin jurado.

### RICO
En 1978, Aleman fue declarado culpable, en virtud de la Ley de Organizaciones Corruptas e Influenciadas por el Crimen (ley RICO, por sus siglas en inglés), de organizar una serie de robos con allanamiento de morada. Condenado a treinta años de prisión, Aleman pasó un tiempo en centros penitenciarios federales de Marion (Illinois), Atlanta (Georgia), Oxford (Wisconsin) y Milan (Míchigan). Durante este tiempo en la prisión federal, Aleman realizó algunos cursos universitarios y empezó a pintar como afición. El 28 de abril de 1989, tras cumplir 11 años de prisión, Aleman fue puesto en libertad condicional.

## Segundo juicio
A finales de la década de 1980, los investigadores iniciaron la Operación GamBat, una amplia investigación sobre décadas de corrupción y vínculos con la mafia dentro del sistema judicial de Chicago. En febrero de 1990, temiendo ser procesado por sus acciones durante el juicio de Logan de 1977, el juez retirado Frank Wilson se suicidó de un disparo en su casa de retiro de Arizona.
En 1991, Aleman se declaró culpable de extorsionar a los corredores de apuestas Anthony Reitinger y Vince Rizza en 1972. Aleman fue declarado culpable y condenado a 12 años de prisión. En 1993, basándose en el testimonio de Robert Cooley, Aleman fue acusado de nuevo por el asesinato de Logan en 1972.
En 1997, Aleman fue declarado culpable del asesinato de Logan y condenado a 300 años de prisión estatal. El nuevo juicio y la posterior condena de Aleman son históricos, ya que es el primer estadounidense en ser juzgado de nuevo por asesinato tras un primer juicio fraudulento. Este hecho se perfiló por primera vez en 2002 y se verificó en el programa de A&E Television Network/Biography Channel "American Justice"/"Notorious", y posteriormente en el documental de National Geographic Channel: "National Geographic: Inside" - "Chicago Mob Takedown" en 2011. El nuevo juicio, sin embargo, no constituye un doble juicio. El Tribunal de Apelaciones de los Estados Unidos para el Séptimo Circuito dictaminó que el juicio original presidido por el juez Frank Wilson era una farsa - porque la absolución estaba garantizada por el soborno que había aceptado.  Esta sentencia de la Quinta Enmienda se denominó Harry Aleman vs. Jueces de la División Penal, Tribunal de Circuito del Condado de Cook, Illinois, et al., 1998. En ella se estableció que el soborno que afecta a un juicio sin jurado no excluye la posibilidad de un segundo juicio: si en dicho juicio sin jurado el acusado es declarado inocente, pero las pruebas demuestran que se produjo un acto de soborno entre el acusado y el juez, el acusado puede ser juzgado de nuevo por el mismo delito, y este segundo juicio no puede considerarse un doble juicio, ya que el primero no había sido un juicio justo desde un primer momento. .

## Muerte
Harry Aleman falleció por complicaciones de un cáncer de pulmón el 15 de mayo de 2010 en el Hill Correctional Center de Galesburg, Illinois. Está enterrado en el cementerio de Waldheim en Forest Park, Illinois.